# Guadeloupespett
Guadeloupespett (Melanerpes herminieri) är en fågel i familjen hackspettar inom ordningen hackspettartade fåglar.

## Utbredning och systematik
Fågeln förekommer enbart på ön Guadeloupe i Små Antillerna. Den behandlas som monotypisk, det vill säga att den inte delas in i några underarter.

## Status
IUCN kategoriserar arten som livskraftig.